# Segnale di Mosca

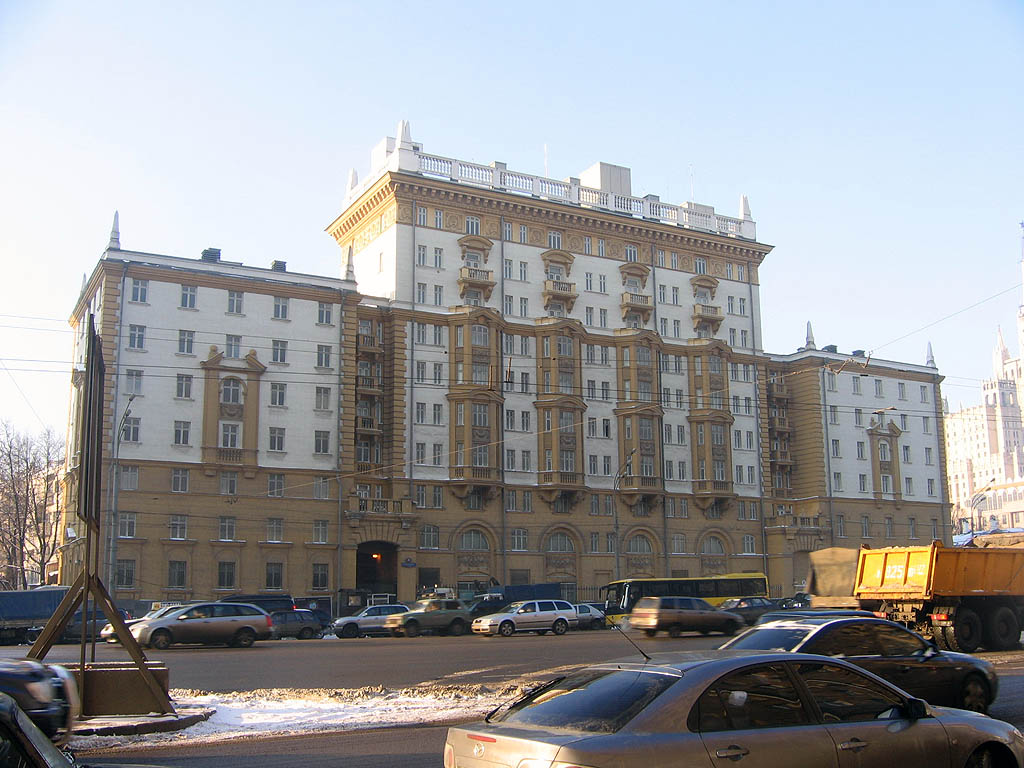
Ambasciata degli Stati Uniti, Mosca

Il Segnale di Mosca (in inglese Moscow Signal) è stata una trasmissione a microonde con frequenza compresa tra 2,5 e 4 gigahertz, diretta contro l'Ambasciata degli Stati Uniti a Mosca nell'arco di tempo che va dal 1953 al 1976 e che fu oggetto di un incidente internazionale fra le due nazioni nel corso della Guerra Fredda.
Il governo degli Stati Uniti condusse ampie ricerche per definire cause e scopi del segnale ed alla fine stabilì che si trattava probabilmente di un tentativo di spionaggio e che non vi erano effetti significativi sulla salute del personale dell'ambasciata, sebbene questa conclusione sia stata contestata.

## Contesto
Il nome "Segnale di Mosca" è stato utilizzato dai funzionari dell'intelligence degli Stati Uniti  per descrivere i segnali a bassa potenza che furono scooperti nelle adiacenze dell'ambasciata statunitense a Mosca. Le trasmissioni a microonde hanno fatto registrare un'irradianza nell'ambasciata di soli 5 μW /cm 2,  che è un millesimo della dispersione massima consentita ad un forno a microonde e molto al di sotto di quanto sarebbe necessario per riscaldare qualsiasi cosa. Tuttavia, questi segnali erano cento volte più potenti degli standard massimi di esposizione consentiti nell'Unione Sovietica, il che causò legittime preoccupazioni tra i funzionari statunitensi.
La trasmissione del segnale a microonde proveniva da un condominio posto ad una distanza di circa 100 metri dell’edificio di 10 piani dell’ambasciata: il fascio del segnale colpiva il lato est dell'edificio, con la massima intensità di irraggiamento tra il terzo e l'ottavo piano.
Il segnale fu scoperto fortuitamente nel corso di test di routine sulle radiazioni di fondo condotti nel 1953: durante tali test furono rilevate le microonde. Solo undici anni dopo, fu finalmente adottata una efficace schermatura contro le microonde. Durante il monitoraggio regolare del segnale, si scoprì che i raggi furono aumentati di intensità nel 1975. La scoperta di queste microonde non fu resa nota al pubblico e a molti membri del personale dell'ambasciata fino al febbraio 1976.
Ci sono diverse possibili ragioni per cui l’Unione Sovietica avrebbe diretto le trasmissioni a microonde presso l’Ambasciata degli Stati Uniti. La teoria più accreditata è che le trasmissioni a microonde siano state utilizzate per attivare sistemi di intercettazione nascosti nell'edificio dell'ambasciata (un esempio clamoroso fu il sistema di intercezttazione noto come La cosa nascosto nello stemma statunitense collocato nell'ufficio dell'ambasciatore. Si trattava di una cimice passiva che poteva trasmettere il segnale all'esterno dell'edificio solo se veniva investito da un fascio di onde radio). Altre teorie includono il jamming elettronico volto a disturbare azioni di spionaggio americane, mentre una scuola di pensiero abbastanza diffusa, anche se non provata, vorrebbe che la tecnologia venisse utilizzata come arma neurologica in grado di interferire con la salute, le menti o il comportamento del personale dell'ambasciata americana.

## Conseguenze

### Test sull'uomo negli Stati Uniti
Nei verbali di una riunione del 12 maggio 1969, il comitato scientifico Pandora del DARPA discusse i piani per procedere con dei test su otto soggetti umani. I soggetti umani sarebbero stati esposti al Segnale di Mosca e poi sottoposti a una serie completa di test medici e psicologici. Il comitato ha anche raccomandato di "fornire protezione gonadica " ai soggetti maschi del test.
Alla fine però la sperimentazione umana non fu effettuata: il programma fu interrotto nel 1969, dal momento che si ritenne che l'effetto del segnale sul comportamento e/o sulle funzioni biologiche fosse "troppo sottile o insignificante per essere evidente".

### Studio dell'ambasciata di Mosca
Nel 1976, dopo che si scoprì che le radiazioni a microonde erano aumentate, il Dipartimento di Stato americano commissionò uno studio condotto da Abraham Lilienfeld, assistito dal Dipartimento di Epidemiologia della Johns Hopkins University. L'obiettivo dello studio era quello di confrontare lo stato di salute del personale dell'ambasciata di Mosca e le loro famiglie con il personale e le famiglie di altre ambasciate statunitensi dell'Europa orientale, caratterizzate da un contesto di vita quotidiana simile. Il gruppo di studio era costituito dal personale che aveva lavorato presso l'ambasciata di Mosca dal 1 gennaio 1953 al 30 giugno 1976 e dalle loro famiglie a Mosca; e il gruppo di confronto era composto da persone in altre ambasciate selezionate dell'Europa orientale durante lo stesso periodo di tempo e dalle loro famiglie. Anche se lo studio non è stato pubblicato nella sua interezza, il rapporto conclusivo del 1978 segnalava che non erano stati rilevati effetti avversi sulla salute.
Uno studio spagnolo del 2019, basato sullo studio del 1978 con informazioni declassificate e nuove analisi statistiche, ha invece rilevato che i dipendenti dell'ambasciata di Mosca nel 1976 avevano un tasso di mortalità per cancro più elevato rispetto alla popolazione generale e uno stato di salute peggiore rispetto ai dipendenti delle ambasciate europee in generale.

### Impatti sulla salute
L'ambasciatore Walter Stoessel si ammalò nel 1975 con sintomi tra cui sanguinamento dagli occhi. In seguito morì di leucemia. In una telefonata del 1975 il segretario di Stato americano Henry Kissinger collegò la malattia di Stoessel alle microonde e affermò che "stiamo cercando di tenere la cosa sotto silenzio". Molti altri ambasciatori e personale dell'ambasciata sono morti di cancro, ma non è mai stato dimostrato alcun legame scientificamente plausibile tra le radiazioni non ionizzanti e l'elevato rischio di cancro.

## Relazione con la Guerra Fredda

### Progresso tecnologico
Il segnale di Mosca fu utilizzato durante il periodo della Guerra Fredda comunemente chiamato "Confronto attraverso la distensione". Il segnale è solo un esempio delle nuove tecnologie sviluppate durante la Guerra Fredda per spiare le trasmissioni di altri paesi senza bisogno di un agente di intelligence umano. Lo spionaggio della Guerra Fredda fu spietato e cambiò drasticamente le relazioni internazionali . In casi come il Segnale di Mosca, la salute degli individui era potenzialmente messa a rischio da tecnologie nuove e non testate, e questo era spesso il caso durante la Guerra Fredda.

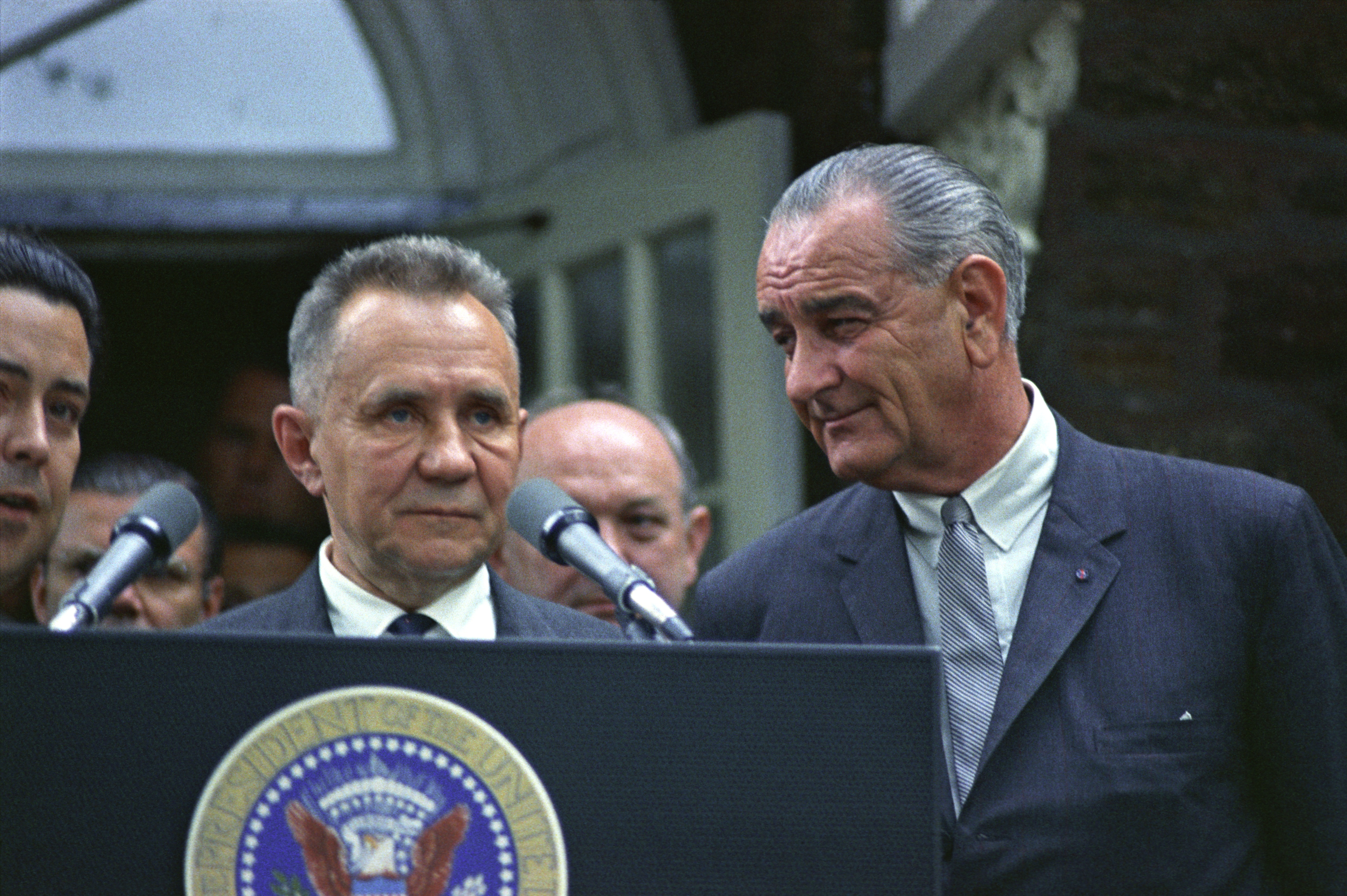
Alexei Kosygin con il presidente americano Lyndon B. Johnson al vertice.

### Il vertice di Glassboro del 1967
La Glassboro Summit Conference si tenne nel giugno 1967 a Glassboro, nel New Jersey. Si trattava di un incontro tra il presidente degli Stati Uniti Lyndon B. Johnson e il premier sovietico Alexei Kosygin, programmato allo scopo di discutere le relazioni tra Unione Sovietica e Stati Uniti. Nel corso di questo incontro, gli Stati Uniti sollevarono la questione, presentando formale protesta al Cremlino sull'uso della tecnologia a microonde contro l'Ambasciata americana a Mosca. Tuttavia, la nota diplomatica non ebbe successo poiché la tecnologia a microonde continuò ad essere utilizzata contro l'ambasciata.